# فریتس مولر (بازیکن راگبی ۱۵ نفره)
فریتس مولر (آلمانی: Fritz Müller; نامشخص – نامشخص) بازیکن راگبی ۱۵ نفره اهل آلمان بود.
وی در مسابقات کشوری و بین‌المللی در مجموع برندهٔ ۱ مدال نقره شده‌است.